# Medley Rocks
Die Medley Rocks (aus dem Englischen sinngemäß übersetzt Durcheinanderfelsen) sind Riff- und Klippenfelsen in der Gruppe der Joinville-Inseln vor der Nordspitze der Antarktischen Halbinsel. Sie liegen vor der Nordostküste der D’Urville-Insel.
Der Falkland Islands Dependencies Survey nahm zwischen 1953 und 1954 Vermessungen sowie 1956 die deskriptive Benennung vor.